# Phaeomyias murina
A Phaeomyias murina a madarak (Aves) osztályának verébalakúak (Passeriformes) rendjébe, ezen belül a királygébicsfélék (Tyrannidae) családjába tartozó faj.

## Előfordulása
Costa Rica, Suriname, Trinidad és Tobago, Panama, Francia Guyana, Guyana, Argentína, Bolívia, Brazília, Ecuador, Kolumbia, Paraguay, Peru és Venezuela területén honos.

## Alfajai
- Phaeomyias murina eremonoma Wetmore, 1953
- Phaeomyias murina ignobilis Bond & Meyer de Schauensee, 1941
- Phaeomyias murina incomta (Cabanis & Heine, 1859)
- Phaeomyias murina inflava Chapman, 1924
- Phaeomyias murina maranonica Zimmer, 1941
- Phaeomyias murina murina (Spix, 1825)
- Phaeomyias murina tumbezana (Taczanowski, 1877)
- Phaeomyias murina wagae (Taczanowski, 1884)